# Waterschap Nannewiid
Waterschap Nannewiid was een waterschap in oprichting in de provincie Friesland, die moest zorgen voor waterschapsconcentratie in de gemeenten Doniawerstal, Haskerland, Heerenveen en Utingeradeel. Een voorlopig waterschapsbestuur toog aan de slag, maar kwam in 1967 tot de conclusie dat de definitieve oprichting niet verstandig was, omdat het nieuwe waterschap nog een te geringe omvang had om financieel levenskrachtig te zijn. In plaats daarvan werd besloten tot oprichting van het grotere waterschap Boarnferd. Het voorlopige waterschapsbestuur heeft in het waterschapsgebied wel enige beheersactiviteiten verricht.